# Andreas Schott (Jesuit)

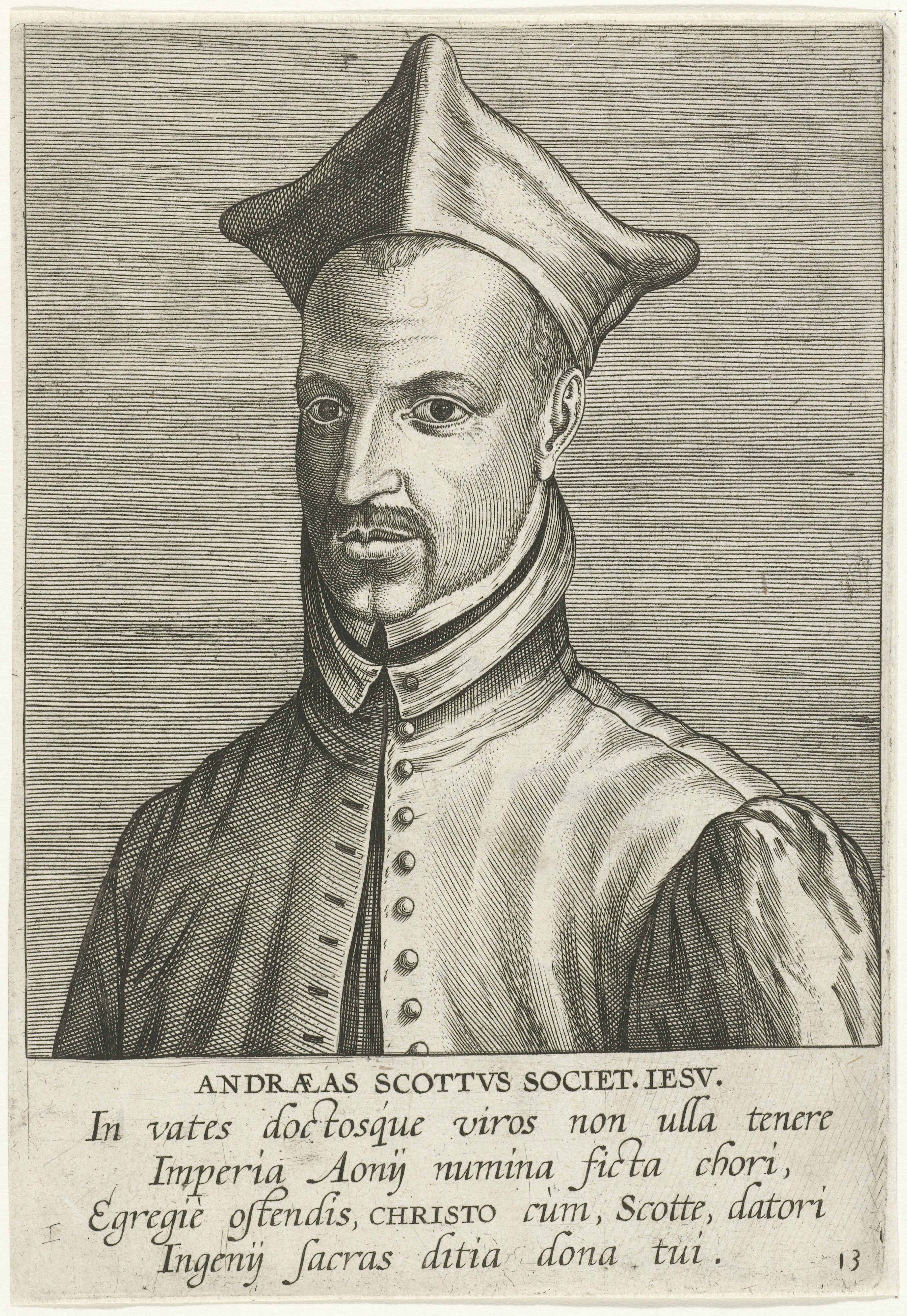
Porträt von Philipp Galle aus dem 17. Jahrhundert

Andreas Schott SJ (* 12. September 1552 in Antwerpen; † 23. Januar 1629 ebenda; auch Andreas Schottus) war ein Jesuit, Klassischer Philologe und Hochschullehrer.

## Leben
Schott studierte an der Universität Löwen. Zunächst besuchte er dort das Collegium Trilingue, an dem unter anderen Cornelius Valerius (1512–1578) und Dietrich de Langhe zu seinen Lehrern zählten, anschließend das Paedagogium Castri, an dem er dann auch Rhetorik dozierte. 1576 ging er an die Universität Douai, 1577 nach Paris, wo er bei Augerius Ghilain von Busbeck Aufnahme fand. Es folgten Stationen 1579 in Bordeaux und Madrid sowie in Alcalá. 1580 ging er mit dem Bischof von Roermond Wilhelm Lindanus nach Toledo und weiter nach Salamanca.
Schott kehrte jedoch 1581 nach Toledo zurück, wo er sich auf Anraten von Antonio Covarrubias y Leyva erfolgreich um eine Professur des Griechischen bewarb und im Haus des Erzbischofs von Toledo aufgenommen wurde. 1584 wurde er an der Universität Saragossa Professor des Griechischen, der Rhetorik und der Geschichte und wohnte in dieser Zeit beim Erzbischof von Tarragona.
Nachdem er versprochen hatte, Jesuit zu werden, wenn seine Vaterstadt Antwerpen für Spanien und den katholischen Glauben zurückerobert würde, was 1585 geschah, musste er dieses Versprechen einlösen. Er ging nach dem Noviziat nach Valencia, um dort Theologie zu studieren. Anschließend wurde er Lehrer am Collegium in Gandia, dann 1594 als Nachfolger von Franciscus Bencius als Lehrer der Rhetorik nach Rom berufen, wohin er über Neapel reiste. 1597 ging er aufgrund eines Augenleidens zurück in seine Heimatstadt Antwerpen, in der er am Collegium seines Ordens Griechisch lehrte und sich daneben wissenschaftlich betätigte. 1610 verließ er Antwerpen nochmals für einige Monate, um in der Bibliothek der Benediktiner von Tournai zu studieren.

## Publikationen (Auswahl)
Autorenschaft
- Vitae comparatae Aristotelis ac Demosthenis, Augsburg, 1603 (digital).
- De instauranda Ciceronis imitatione, Tournai, 1610 (digital).
- Adagia Graecorum, Antwerpen, 1612 (digital).
- Tabulae rei nummariae Romanorum Graecorumque, Antwerpen, 1616 (digital).
- Adagialia sacra Novi Testamenti, Antwerpen, 1629 (digital).

Herausgeberschaft
- De vita et moribus imperatorum romanorum, Antwerpen, 1579 (digital).
- Pomponii Melae De situ orbis spicilegio auctus, Antwerpen, 1582 (doi:10.3931/e-rara-29862).
- Sex. Aurelii Victoris Historiae Romanae Breviarium, Heidelberg, 1596 (digital).
- Hispaniae illustratae Scriptores varii, 3 Bände, Frankfurt am Main, 1603–1608 (digital).
- B. Hieronymi epistolarum selectarum libri tres, Tournai, 1610 (digital).
- S. Isidori Pelusiotae epistolae hactenus ineditae, Antwerpen, 1623 (digital).